# Król w Nowym Jorku
Król w Nowym Jorku (ang. A King in New York) – film z 1957, komediodramat w reżyserii Charliego Chaplina.
Przedostatni film Chaplina, w którym w krzywym zwierciadle ukazał amerykańską kulturę popularną i świat wielkiej polityki.

## Opis fabuły
Bohaterem filmu jest zdetronizowany europejski monarcha, który staje się sensacją amerykańskich mediów. Celem satyrycznych ataków Chaplina są: reklama, kino, telewizja, muzyka rockowa, sława i wiele innych.
Po wybuchu rewolucji we własnym kraju, król Shahdov zmuszony jest udać się na emigrację i zamieszkuje w Nowym Jorku. Tam, aby uzyskać pieniądze na życie, rozpoczyna występy w komercyjnych programach telewizyjnych. Nie mając na obczyźnie żadnych bliskich osób, spotyka się ze znajomymi swoich rodziców, mających przekonania komunistyczne. Zaczyna być postrzegany jako komunista, co zwraca na niego uwagę senackiej komisji McCarthy’ego.

## Obsada
- Charlie Chaplin – król Shahdov
- Maxine Audley – królowa Irene
- Jerry Desmonde – premier Voudel
- Oliver Johnston – ambasador Jaume
- Dawn Addams – Ann Kay